# 박문기 (프로게이머)
박문기 (朴紋岐; 1987년 7월 27일 ~ )은 대한민국의 전직 스타크래프트 프로게이머이다. maGma[S.G]라는 아이디를 사용하며, 종족은 저그이다.
2006년 하반기 드래프트에서 이네이쳐 탑(현 이스트로)의 1차 지명으로 입단하였다.
2009년 3월 2일, 자신의 미니홈피에 게임을 접고 다른 생활을 하겠다고 선언하였고, 2009년 3월 18일 공식적으로 은퇴가 발표되었다.

## 로스트사가 MSL 조지명식 입담
2009년 1월 8일, 로스트사가 MSL의 조지명식이 있었다. 그 날, 박문기는 1부와 2부에는 별 주목을 받지 못했다가 3부에 오면서 서서히 그 입담을 드러냈다.
사건의 시작은 다음과 같다. 당시 8강 탑시드 중 한 명이었던 이윤열이 "신상문 선수가 약한 선수와 붙고 싶다고 말했었다"라며 신상문에 박문기를 붙여놨다. 이윤열은 "신상문이 직접 박문기의 이름을 거론했었다"라고 했었는데, 그러자 박문기가 "2년 전 신상문은 준프로 선발전에서 내가 4강에서 꺾은 적이 있는 선수"라며 신상문에 대해서 "별거 아닌 것 같다"고 반박했다. 이 후 박문기는 프로토스 육룡에 대해서 "도토리 키재기"라며 "프로토스는 다 똑같다"라고 말했고, 육룡 중 퇴출되어야 되는 선수는 누구냐는 질문에도 "여섯마리 다요"라는 말로 팬들과 해설진들을 충격으로 몰아넣었다. 그러나 이것은 시작에 불과했다.
그 이후 송병구가 자신 옆에 박문기를, 염보성 옆에 김창희를 붙여 놓았는데, 그 이후 김창희와 연합을 붙일 뻔했지만 김창희가 "박문기가 떨어질 것 같다"라고 밝혀 연합이 무산되었고, 이어서 "박문기 선수를 봤는데 별로다"라는 말을 하자 박문기 역시 "김창희는 2패 탈락할 것 같고, 박쥐도 아니고 아까는 같이 올라가기로 해놓고 지금은 내가 떨어진다고 하다니 안될 놈이다"라고 맞불을 놓아 폭소를 자아냈다.
잠시 후, 김구현이 자신 옆에 박문기를 붙여놨는데, 김구현은 "6룡의 수장인 병구형이 처리할 필요 없이 막내인 내 손으로 처리하겠다"라고 밝히자 박문기는 "동네북도 아니고 계속 왔다갔다하는데.... 김구현 선수 말처럼 (김구현의 말에 의하면 김구현이 육룡 중 제일 막내라고 말했었다) 김구현 선수가 제일 못 한 것 같다"라면서 "토스는 다 똑같고 내가 숙소에서 육룡을 도룡뇽이라고 부른다"라고 밝혀 또다시 충격을 주었다. 결국 박문기는 A조의 김명운과 맞붙게 됐다.
이러한 입담에 이성은은 "박문기 선수의 선전 덕에 조지명식이 재미있었다"고 밝히기도 했고 박찬수 역시 "박문기 선수 덕분에 지루하지 않았다"고 말하기도 했다.
박문기는 이날 조지명식의 토크왕에 선정되어 최신형 '넷북'을 선물로 받았으며 팬들에게 문기신이라는 별명을 얻었고 한때 네이버 실시간 검색 순위 1위에 오르는 기염을 토하기도 했다. 그러나 아쉽게도 2009년 1월 15일에 김명운, 김택용에게 연이어 패하며 로스트사가 MSL의 첫 번째 탈락자가 되고 말았다.

## 수상 경력
- 2006년 3월 제19회 커리지매치 입상
- 2009년 1월 BATOO 스타리그 08~09 36강
- 2009년 1월 로스트사가 MSL 2009 32강